# Sjätte april-rörelsen
Sjätte april-rörelsen (engelska: April 6 Youth Movement, arabiska: حركة شباب 6 أبريل) är en egyptisk aktivistgrupp som startades under våren 2008 för att stödja arbetarna i El-Mahalla El-Kubra, en industristad där arbetarna planerade att gå i strejk den 6 april 2008. Aktivisterna manade deltagarna i protesterna att klä sig i svart och stanna hemma under strejkdagen. Facebook, Twitter, Flickr, bloggar och andra nya mediatekniker användes för att berätta om strejken liksom till de breda protesterna. The New York Times beskrev rörelsens facebookgrupp som den egyptiska facebookgrupp med de mest dynamiska debatterna.

## Rörelsen grundare
- Ahmed Maher[9], som deltog i demonstrationerna mot Mubarak i Egypten 2011.[10][11]
- Waleed Rashed
- Asmaa Mahfouz